# Isabel Gillies
Pour les articles homonymes, voir Gillies.
Isabel Gillies, née le 9 février 1970 à New York, est une actrice et écrivaine américaine.
Isabel Gillies incarne pour le petit écran le rôle de Kathy, l'épouse d'Elliot Stabler, dans la série New York, unité spéciale. Avant ce rôle, Gillies a joué dans un épisode de la série New York, police judiciaire, où elle incarnait une jeune femme qui tue un agent de police avant de subir, au cours de son procès une conversion religieuse, à l'issue de laquelle elle devient born again. En 2000, elle a joué le rôle d'Alison dans l'éphémère série de Fox, The Street.
Elle a incarné Cynthia McLean dans Metropolitan (1990) et Alison dans I Shot Andy Warhol (1996). Elle a également joué le rôle de Moira Ingalls dans le film On line (2002), Isabel dans Happy here and now (2002), et Kathryn dans New Orleans, mon amour (2008).
En mars 2009, Gillies a publié aux éditions Scribner des mémoires intitulés Happens every day, où elle relate son départ de New York pour suivre son premier mari, DeSales Harrison, professeur de poésie à Oberlin College, avant de voir son mariage s'effondrer brusquement à la suite d'une liaison extra-conjugale entre ce dernier et sa jeune collègue franco-américaine Laura Baudot. Cet ouvrage a été sélectionné par la chaîne Starbucks pour être présenté dans ses établissements.

## Filmographie
- 1999-2021 : New York, unité spéciale (Law and Order: Special Victims Unit) : Kathy Stabler
- 2021 : New York, crime organisé (Law & Order: Organized Crime) : Kathy Stabler